# Gerrit de Vries
Gerrit de Vries (Oldeberkoop, Ooststellingwerf, 13 de maig de 1967) va ser un ciclista neerlandès que fou professional entre 1989 i 1997.
Com a ciclista amateur aconseguí alguns èxits, entre ells el Campionat del món de contrarellotge per equips.
Es va casar amb la també ciclista Anita Valen.

## Palmarès
- 1984
  - 1r al Gran Premi Rüebliland
- 1985
  - 1r al Gran Premi Rüebliland
- 1986
  -  Campió del món amateur de contrarellotge per equips, amb Rob Harmeling, John Talen i Tom Cordes
  - Vencedor d'una etapa de la Volta a Àustria
- 1987
  - 1r al Gran Premi François-Faber
- 1990
  - Vencedor d'una etapa de l'Étoile de Bessèges

### Resultats al Tour de França
- 1990. 67è de la classificació general
- 1991. 34è de la classificació general
- 1992. Abandona
- 1993. 55è de la classificació general
- 1994. 77è de la classificació general
- 1996. 119è de la classificació general
- 1997. 125è de la classificació general

### Resultats a la Volta a Espanya
- 1991. 30è de la classificació general
- 1992. 28è de la classificació general
- 1993. 26è de la classificació general